# Bartianos
Los bartianos (también bartos, bartios o bartinos) eran uno de los clanes prusios que se mencionan en la crónica de Peter von Dusburg.
Pueblo de profundas creencias paganas, de hecho fue de las últimas tribus europeas en aceptar y de forma forzada la conversión al Cristianismo. Los bartianos habitaban en Bartia, un territorio que se extendía a lo largo de los ríos Lina, Świna y el lago Mamry, hasta los bosques galindios. Bartia es un territorio que se ha conocido con precisión, descrito en el Chronicon terrae Prussiae de 1326. En la misma crónica se detalla la existencia de dos provincias, Barta Mayor y Barta Menor. Era un territorio con población muy densa, que se confirma con abundantes registros arqueológicos. Anteriormente a las guerras con los caballeros teutónicos, la población estimada era de unas 17.000 almas.
Los bartianos, así como otros pueblos de la nación prusiana, fueron sometidos por los caballeros teutónicos, quienes impusieron el Cristianismo, favorecieron la inmigración de nuevas etnias y construyeron muchos pueblos y ciudades. Los prusios fueron asimilados por dicha inmigración, y el prusiano antiguo se extinguió como lengua a finales del siglo XVII.

## Historia
Tras décadas de intentos de conquista por los polacos, pese a la ayuda de Cruzados, los papas y Conrado I de Mazovia habían sido todos ellos rechazados con éxito por las tribus prusias. Conrado invitó a más cruzados, entre ellos los Caballeros Teutónicos, una orden de la Iglesia católica, a asentarse en la tierra de Chełmno en 1226. Recibieron así apoyo del resto de la Europa cristiana. La orden militar fue capaz de expandir su territorio hacia el noroeste. La estrategia era conquistar territorios y construir un castillo, que serviría como base para futuras expansiones. Los castillos en aquella época se edificaban junto a poblaciones para ofrecer protección a los habitantes.
Los bartianos, junto acon warmianos y natangianos, fueron sojuzgados por los Caballeros Teutónicos entre 1238 y 1240. En Barta los caballeros construyeron castillos importantes en Bartoszyce y Reszel.
En 1242, dos años después de la conquista, los bartianos organizan revueltas y procuran resistir hasta 1252. Durante el Gran Levantamiento Prusiano (1260-1274), que se inició tras la devastadora derrota de los caballeros en la batalla de Durbe, los bartianos eligen como caudillo a Diwanus. Los rebeldes planeaban la conquista de algunos castillos, incluido Bartenstein en 1264. Con ayuda de otras tribus prusias, Diwanus atacó Chełmno, Malbork y Christburgo. No obstante, los prusios no pudieron ganar una guerra de desgaste contra los cruzados, quienes obtenían recursos y apoyo desde la Europa occidental. En 1273 Diwanus sitió otro castillo, pero fue mortalmente herido. En un año, el levantamiento había fracasado. Algunos rebeldes escaparon a Goradnia y otros hacia territorio lituano.
A pesar de las pérdidas causadas por el levantamiento, Barta no sucumbió y los bartianos continuaron resistiendo. Dos levantamientos menores siguieron en 1286 y 1293 contra los Caballeros Teutónicos. En 1286 con ayuda del Duque de Rügen, y en 1293 del caudillo Vitenis del Gran Ducado de Lituania. Los bartianos fueron asimilados finalmente por los asentamientos alemanes entre los siglos XVI y XVII. 
Hay muchas menciones a los Bartove en las crónica de Néstor, junto con los prusios: "Prousi i Bartove".